# Mikołaj Freund-Krasicki
Mikołaj Freund-Krasicki (ur. 1 czerwca 1888 w Czernelicy, zm. wiosną 1940 w Charkowie) – pułkownik dyplomowany piechoty inżynier Wojska Polskiego, kawaler Orderu Virtuti Militari, ofiara zbrodni katyńskiej.

## Życiorys
Syn Władysława i Albiny z Borysiuków. W 1907 roku ukończył C. K. Gimnazjum w Brzeżanach. Następnie studiował w Szkole Politechnicznej we Lwowie. Jednocześnie był członkiem Związku Strzeleckiego, w którym ukończył kurs oficerski. W październiku 1913 roku został powołany do służby w cesarskiej i królewskiej Marynarki Wojennej.
W grudniu 1915 roku wstąpił do Legionów Polskich i został przydzielony do 1 pułku piechoty Legionów. Dowodził plutonem i kompanią. 28 kwietnia 1916 roku awansował na chorążego, a 1 listopada 1916 roku na podporucznika. Latem 1917 roku, po kryzysie przysięgowym, został wcielony do c. i k. Armii i wysłany na front włoski.
28 października 1918 roku powrócił do kraju. Dowodził kompanią i w zastępstwie batalionem 5 pułku piechoty Legionów. Formalnie został przyjęty do Wojska Polskiego z byłych Legionów Polskich z dniem 12 kwietnia 1919 roku z zatwierdzeniem posiadanego stopnia kapitana. Pełnił służbę w Adiutanturze Generalnej Naczelnego Wodza, a następnie w Adiutanturze II Wiceministra Spraw Wojskowych. Od lipca do listopada 1919 roku był słuchaczem I Kursu Wojennej Szkoły Sztabu Generalnego w Warszawie.
15 lipca 1920 roku został zatwierdzony z dniem 1 kwietnia 1920 roku w stopniu majora, w piechocie, w grupie oficerów byłych Legionów Polskich. Pełnił wówczas służbę w Departamencie I Ministerstwa Spraw Wojskowych w Warszawie. 1 czerwca 1921 roku w dalszym ciągu pełnił służbę w Departamencie I MSWojsk. pozostając w ewidencji Oddziału V Sztabu Ministerstwa Spraw Wojskowych. W latach 1921–1922 był słuchaczem I Kursu Doszkolenia Wyższej Szkoły Wojennej w Warszawie. 3 maja 1922 roku został zweryfikowany w stopniu majora ze starszeństwem z dniem 1 czerwca 1919 roku i 109. lokatą w korpusie oficerów piechoty. Jego oddziałem macierzystym był wówczas 79 pułk piechoty w Słonimie.
Po ukończeniu kursu i uzyskaniu „pełnych kwalifikacji do pełnienia służby na stanowiskach Sztabu Generalnego” otrzymał przydział do Oddziału I Sztabu Generalnego WP na stanowisko kierownika referatu, pozostając oficerem nadetatowym 1 pp Leg.. W kwietniu 1924 roku został przydzielony z Oddziału I SG do 80 pułku piechoty w Słonimie na stanowisko dowódcy II batalionu. W październiku tego roku został przesunięty na stanowisko zastępcy dowódcy pułku. 31 marca 1924 roku awansował na podpułkownika ze starszeństwem z dniem 1 lipca 1923 roku i 51. lokatą w korpusie oficerów piechoty.
W czerwcu 1925 roku przeniesiony został do Dowództwa 19 Dywizji Piechoty w Wilnie na stanowisko szefa sztabu. Z dniem 31 października 1926 roku został mianowany szefem sztabu Dowództwa Okręgu Korpusu Nr III w Grodnie. W marcu 1927 roku zastąpił pułkownika Juliusza Zulaufa na stanowisku dowódcy 19 pułku piechoty Odsieczy Lwowa we Lwowie. W czerwcu 1930 roku obowiązki dowódcy pułku zdał podpułkownikowi dypl. Feliksowi Kwiatkowi, a następnie objął stanowisko szefa sztabu Dowództwa Okręgu Korpusu Nr VI we Lwowie.
W marcu 1932 roku mianowany został dowódcą Brygady KOP „Wołyń”. 21 grudnia 1932 roku awansował na pułkownika ze starszeństwem z dniem 1 stycznia 1933 i 13. lokatą w korpusie oficerów piechoty. W opinii za 1936 roku sporządzonej przez inspektora armii, generała dywizji Stanisława Burhardt-Bukackiego został scharakteryzowany, jako „oficer bardzo wartościowy ideowo. Taktycznie słaby”. Z dniem 1 lutego 1937 roku został przeniesiony do dyspozycji Ministra Spraw Wojskowych. Do września 1939 roku był członkiem Oficerskiego Trybunału Orzekającego.
W czasie kampanii wrześniowej 1939 po agresji ZSRR na Polskę dostał się do niewoli sowieckiej. Przebywał w obozie w Starobielsku. Wiosną 1940 został zamordowany przez funkcjonariuszy NKWD w Charkowie i pogrzebany w Piatichatkach, gdzie od 17 czerwca 2000 mieści się oficjalnie Cmentarz Ofiar Totalitaryzmu w Charkowie.

Był mężem Reginy. Mieli córkę Teresę Marię po mężu Czachowską (1924–2019), która jako sanitariuszka brała udział w powstaniu warszawskim.
Postanowieniem nr 112-48-07 Prezydenta RP Lecha Kaczyńskiego z 5 października 2007 został awansowany pośmiertnie do stopnia generała brygady. Awans został ogłoszony w 9 listopada 2007 w Warszawie, w trakcie uroczystości „Katyń Pamiętamy – Uczcijmy Pamięć Bohaterów”.

## Ordery i odznaczenia
- Krzyż Srebrny Orderu Wojskowego Virtuti Militari nr 3061 – 10 sierpnia 1922[29]
- Krzyż Niepodległości (20 stycznia 1931)[30]
- Krzyż Walecznych (dwukrotnie)[31]
- Złoty Krzyż Zasługi (10 listopada 1928)[32]
- Medal Pamiątkowy za Wojnę 1918–1921[31]
- Medal Dziesięciolecia Odzyskanej Niepodległości
- Znak oficerski „Parasol”[31]